# 威爾莫特鎮區 (密歇根州)
威爾莫特鎮區（英語：Wilmot Township）是位於美國密歇根州希博伊根縣的一個行政鎮區。

## 地方資料
威爾莫特鎮區的面積為93.30平方千米，當中陸地面積為92.70平方千米，而水域面積為0.60平方千米。根據2020年美國人口普查的數據，當地共有人口822人，而人口密度為每平方千米8.81人。